# Росетти-Бэлэнеску, Николае
Николае Росетти-Бэлэнеску (рум. Nicolae Rosetti-Bălănescu; 6 декабря 1827, Яссы — 11 мая 1884, Париж) — румынский политический, государственный и дипломатический деятель, министр иностранных дел Княжества Румыния (29 августа 1863 — 29 октября 1865 г.). Юрист.

## Биография
Сын аристократа.
Учился в Высшей школе Генриха IV и на юридическом факультете Парижского университета. После возвращения на родину, занимал различные административные должности, в том числе судьи в Сучаве и Западной Молдавии.
Политик, юнионист, сторонник объединения княжеств Валахии и Молдавии, член Избирательной Ассамблеи Молдавии.
Со временем стал одним из ближайших сотрудников Александру Иона Куза, после объединения княжеств Валахии и Молдавии был назначен главой румынской дипломатии.
Заключил соглашение о румынско-австрийской регулярной телеграфной связи. Во время своей деятельности на посту министра столкнулся с дипломатическим кризисом, имевшим негативные последствия для Румынии после решений о секуляризации церковной собственности (движимого и недвижимого имущества) в пользу государства в 1864 г.
С 29 августа по 29 октября 1865 г. исполнял обязанности министра финансов Румынии. 
После отставки с поста главы дипломатии, был назначен членом Государственного Совета.
В конце жизни уехал в Париж, где и умер в возрасте 57 лет. Похоронен на кладбище Монпарнас.